# مايرون ماكورميك
مايرون ماكورميك (بالإنجليزية: Myron McCormick)‏ هو ممثل أمريكي، ولد في 8 فبراير 1908 في الولايات المتحدة، وتوفي في 30 يوليو 1962 بنيويورك في الولايات المتحدة بسبب سرطان. من الجوائز التي نالها جائزة توني لأفضل ممثل في مسرحية موسيقية ‏ سنة 1950.

## أعمال

### أفلام
- (1961) المحتال

## جوائز
- جائزة توني لأفضل ممثل في مسرحية موسيقية [الإنجليزية]‏ (1950)

## وصلات خارجية
- مايرون ماكورميك على موقع IMDb (الإنجليزية)
- مايرون ماكورميك على موقع ميوزك برينز (الإنجليزية)
- مايرون ماكورميك على موقع قاعدة بيانات برودواي على الإنترنت (الإنجليزية)
- مايرون ماكورميك على موقع قاعدة بيانات الفيلم (الإنجليزية)